# Kaupthing
Kaupthing (en islandais: Kaupþing banki ou Kaupþing) était une banque islandaise, dont le siège était à Reykjavik. Elle a été créée par la fusion de Kaupþing et de Búnaðarbanki Íslands en 2003. À ce moment, elle était la plus grande banque d'Islande.
Au milieu des années 1990, la banque devient la première institution financière islandaise a opérer en dehors de l'Islande. Elle opère dans treize pays, dont l'ensemble des pays nordiques, les Pays-Bas, la Belgique, le Luxembourg, la Suisse, le Royaume-Uni et les États-Unis. Elle est alors la septième plus grande banque des pays nordiques en matière de capitalisation.
Le 9 octobre 2008, à la suite d'une importante crise bancaire et financière en Islande, l'Autorité de surveillance financière islandaise (Fjármálaeftirlitið) prend le contrôle de la banque qui était en cessation de paiement. En juillet 2009, elle n'est pas  déclarée en faillite, même si elle obtient un moratoire sur les paiements de la part de la Cour de justice de Reykjavik. Le titre est suspendu de cotation à la Bourse d'Islande.
La gestion des actifs non toxiques de la banque est ensuite transférée à une nouvelle banque créée par le gouvernement islandais, la Nýja Kaupþing, devenue ensuite Arion banki.
En décembre 2013, quatre anciens dirigeants de la banque sont condamnés à des peines de 3 à 5 ans et demi de prison pour des délits financiers datant de 2008.

## Histoire
Le 29 juillet 2009, WikiLeaks a publié un document interne de la banque où sont décrits différents emprunts de qualité douteuse qu'elle aurait autorisés, quelques jours avant d'être nationalisée. Le lendemain, la banque a envoyé une mise en demeure à WikiLeaks, exigeant que le document soit retiré.